# Paul Ratcliffe
Paul Ratcliffe (Salford, Grande Manchester, 12 de novembro de 1973) é um ex-canoísta de slalom britânico na modalidade de canoagem.

## Carreira
Foi vencedor da medalha de prata em slalom K-1 em Sydney 2000.